# Flux + Mutability
Flux + Mutability, pubblicato nel 1989, è il secondo album in studio realizzato in collaborazione da David Sylvian e Holger Czukay.

## Descrizione
I due artisti risultano autori di entrambe le tracce che compongono l'album e gli dànno il titolo, ma Czukay come musicista è accreditato soltanto su Flux, la prima. Mutability è invece realizzata quasi interamente dal solo Sylvian, con sovraincisioni multiple di sintetizzatori e chitarra elettrica. Oltre allo stesso Czukay, il disco ospita altri due ex membri del gruppo tedesco Can, Jaki Liebezeit e Michael Karoli, ai quali si aggiunge un altro musicista di avanguardia tedesco, il trombettista Markus Stokhausen.

## Tracce
Musiche di Holger Czukay e David Sylvian.
1. Flux (A Big, Bright, Colourful World) – 16:52
2. Mutability (A New Beginning Is in the Offing) – 21:02

## Musicisti
- David Sylvian – chitarra, tastiere
- Holger Czukay – basso, chitarra, radio, dittafono, voce (traccia: 1)
- Jaki Liebezeit – percussioni (traccia: 1), flauto africano (traccia: 2)
- Michael Karoli – chitarra (traccia: 1)
- Markus Stokhausen – flicorno (traccia: 1)
- Michi – voce (traccia: 1)